# Olajzöldmellű bülbül
Az olajzöldmellű bülbül (Arizelocichla milanjensis) a madarak osztályának verébalakúak (Passeriformes) rendjébe és a bülbülfélék (Pycnonotidae) tartozó családja tartozó faj.
A magyar név forrással nincs megerősítve.

## Rendszerezés
Régebben az Andropadus nembe sorolták Andropadus masukuensis néven, 2007-ben Johansson helyezte ebbe a nembe, nem minden szakértő ért vele egyet.

## Előfordulása
Kenya, Malawi, Mozambik, Tanzánia és Zimbabwe területén honos. Hegyi erdők lakója.

## Alfajai
- A. m. striifacies (Reichenow & Neumann, 1895) – délkelet-Kenyától délnyugat-Tanzániág;
- A. m. olivaceiceps (Shelley, 1896) – délnyugat-Tanzánia, Malawi, északnyugat-Mozambik;
- A. m. milanjensis (Shelley, 1894) – délkelet-Malawi, kelet-Zimbabwe, nyugatközép-Mozambik.[2]

## Életmódja
Gyümölcsökkel, magokkal, rovarokkal és férgekkel táplálkozik.

## Szaporodása
Fészekalja 1-2 tojásból áll.